# Сырбу, Марьяна
Марьяна Сырбу (рум. Mariana Sîrbu; не ранее 1948 и не позднее 1949, Яссы, Румыния — 1 августа 2023) — румынская скрипачка, педагог, руководитель оркестра.

## Биография
Окончила Национальную академию музыки в Бухаресте, ученица Штефана Георгиу. В 1968 году создала струнный квартет «Академия», которым руководила до 1985 года и который стал лауреатом конкурсов в Льеже (1972), Мюнхене (1973), Женеве (1974), Белграде (1975). В 1985 году вместе с пианистом Бруно Канино и виолончелистом Рокко Филиппини образовала Trio di Milano, гастролировавшее по странам Европы, Северной и Южной Америки, Австралии. В 1992—2003 годах возглавляла римский ансамбль I Musici, в 1994 году встала во главе «Квартета Страдивари», в составе которого выступала и в качестве солистки.
Умерла 1 августа 2023 года.

## Репертуар
В репертуаре Сырбу произведения Вивальди, Локателли, Бетховена, Мендельсона, Энеску.

## Дискография
- 1995 Enescu: Violin Sonatas[2]
- 2012 Franck: Chamber Works[3]

## Признание
Лауреат премии Джордже Энеску и многих других наград.

## Педагогическая деятельность
Преподавала в Бухаресте и Флоренции, вела мастер-классы в Испании, Ирландии, Канаде, Нидерландах, Франции, Швейцарии, Китае, Японии. С 2002 года преподавала в Лейпцигской консерватории, а также является приглашённым профессором в Международной академии музыки и танца при университете Лимерик (Ирландия) и приглашённым директором Камерного оркестра Ирландии.